# آماتراسو

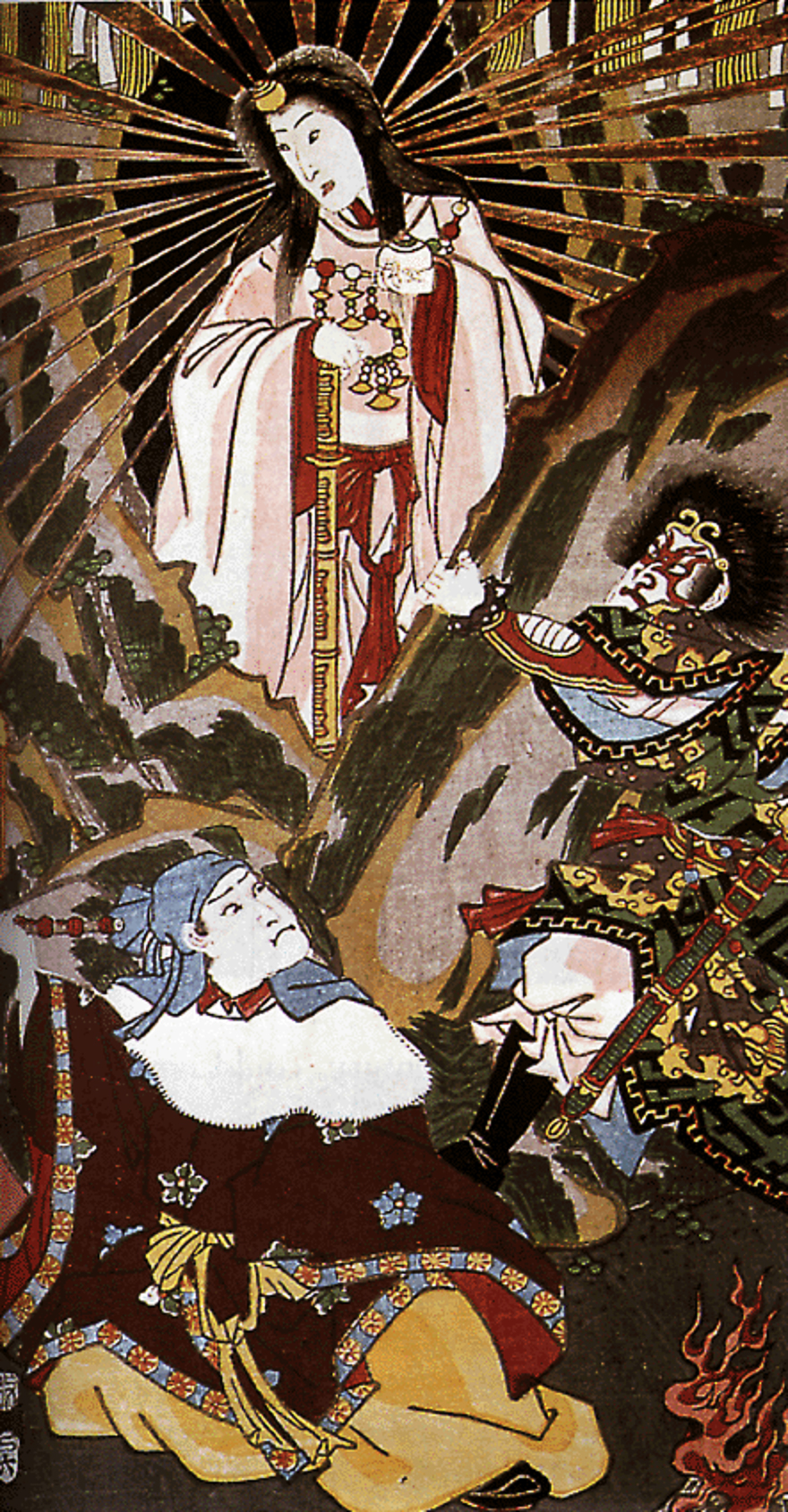
آماتراسو در حال ظهور از غار آما-نو-ایواتو

آماتِراسو∗ (天照)، آماتراسو-اومیکامی∗ (天照大神 یا 天照大御神)، یا اوهیرو-مِنوموچی-نو-کامی (大日孁貴神)، در اساطیر ژاپن ایزدبانوی خورشید است. وی مهم‌ترین ایزد در آئین شینتو است. آماتراسو نخستین فرزند از «سه فرزند برجستهٔ» ایزاناگی∗ و بزرگ‌ترین کامی است.
همچنین خاندان پادشاهی ژاپن ادعا می‌کند که آماتراسو جدهٔ بزرگ ایشان است∗ و تا سال ۱۹۴۵ وی «جدهٔ برجستهٔ امپراتور» نامیده می‌شد. در واقع، پرچم ژاپن نماپرداز آفتاب است و حتی نیهون (ژاپن در زبان ژاپنی) به معنی سرزمین آفتاب تابناک است.

## تاریخ

### زایش
کتاب کوجیکی شرح می‌کند که ایزاناگی پس از برگشتن از یومی «جهان زیرین» یا «سرزمین مردگان» مشغول مراسم تطهیر شد و هنگام شستشو، آماتراسو از چشم چپش آفریده شد. برادرش/خواهرش تسوکویومی∗ از چشم راستش آفریده شد و سپس برادرش سوسانو از دماغش آفریده شد. البته خدایان دیگری در حال شستشوی ایزاناگی آفریده شدند؛ ولی آماتراسو، تسوکویومی و سوسانو «سه فرزند برجسته» به‌شمار می‌آیند.

### امتیاز دادن
پس از اتمام مراسم تطهیر، ایزاناگی مشغول امتیاز دادن به فرزندانش شد. آماتراسو آنچنان درخشان و تابان بود که پدرش گردن‌بند آراسته با گوهر می-کورا-تانا-نو-کامی را به عهدهٔ او واگذار کرد و وی را به بهشت فرستاد تا تاکاآماهارا (高天原)، «سرزمین عالی آسمانی»، را حکومت کند. سپس ایزاناگی، تسوکویومی را به حکومت شب و سوسانو را به حکومت دریا موکل کرد.

### مخالفت سوسانو
آماتراسو و تسوکویومی هر کدام به مسئولیت‌های خویش پرداختند، اما سوسانو مخالفت کرد و به جای حکمرانی بر دریا مشغول گریه و ناله و زاری گشت. او جوری می‌نالید که درختان و موجودات پژمرده شدند و سبب شد که پدرش وی را از بهشت بیرون براند. سوسانو پیش از بیرون رفتن از بهشت برای خداحافظی نزد خواهرش، آماتراسو، رفت.
آماتراسو به زیارت برادرش بدگمان شد. اما سوسانو برای نشان دادن صمیمیت خود پیشنهاد مبارزه‌ای بر ایزدبانو عرضه کرد؛ هر کدام باید چیزی از اشیای دیگری را به آدمیزاد تبدیل می‌کردند. آماتراسو از شمشیر برادرش سه آدمیزاد درست کرد و سوسانو از گردن‌بند خواهرش پنج آدمیزاد ساخت. آماتراسو آن پنج آدمیزاد را از آن خود دانست (چرا که از گردن‌بندش درست شده بودند) و این سوسانو را خشمگین کرد. پس شالیزار خواهرش را ویران کرد، یک تاتو∗ پوست کنده را بر کارگاه بافندگی‌اش (مانند کارگاه قالیبافی) انداخت و یکی از خدمتکارانش را کشت. آماتراسو در حالتی آمیخته از خشم و اندوه در غاری به نام «آما-نو-ایواتو» پنهان شد. این پنهان شدن باعث کسوفی طولانی شد.

### پنهانی

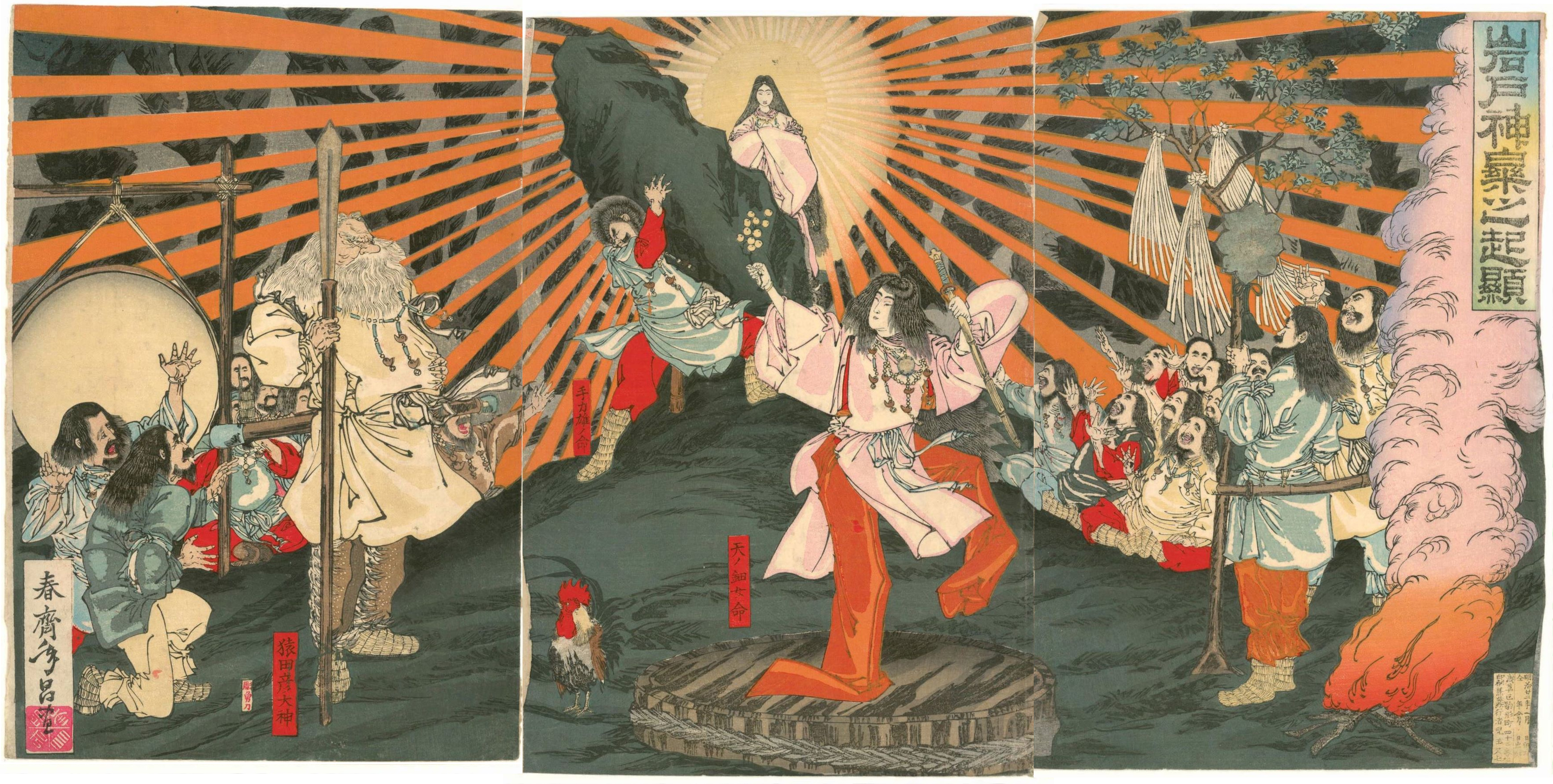
خروج آماتراسو از غار و روشن کردن جهان

پس از پنهان شدن آماتراسو در غار آما-نو-ایواتو و بستن آن، جهان از روشنایی و زندگانی محروم شد و دیوها بر زمین حکومت کردند. خدایان با هر وسیله‌ای تلاش کردند تا آماتراسو را فریفته و او را از آن غار بیرون بیاورند؛ ولی هیچ‌یک کامیاب نشدند. سرانجام اوزومه، ایزدبانوی خوشی و شادی، موفق شد. اوزومه آینه‌ای را بر درختی کنار غار آویزان کرد و شروع به رقصیدن و عریان شدن کرد. خدایان نیز شروع به خندیدن و هلهله بسیار کردند و از صدای بلند فریادهای شورانگیز آنان آماتراسو کنجکاو شد و نگاهی دزدانه به آن جمع خندان انداخت و علت آن همه سر و صدا و شلوغی را پرسید. خدایی که در آن نزدیکی ایستاده بود پاسخ داد که ایزدبانوی تازه‌ای به میان آمده‌است. آنگاه به آینه اشاره کرد و آماتراسو که تا آن زمان تصویری از خود ندیده بود، برای بهتر دیدن آهسته به سوی آینه رفت و خدایان توانستند او را از غار بیرون بکشند و قانع کنند که به آسمان برگردد. سپس دروازهٔ غار را محکم بستند تا آماتراسو دیگر به آن بازنگردد.

### برگشتن به آسمان
آماتراسو از غار بیرون رفت، به آسمان برگشت و دوباره جهان را روشنایی بخشید. سپس او شالیزارها∗ را آفرید و برنج در آن‌ها روییدن گرفت. او همچنین هنر نساجی به‌وسیلهٔ دستگاه بافندگی را اختراع کرد و مردم را درویدن گندم و پرورش کرم‌های ابریشم بیاموخت.